# La violeta de Montmartre
La violeta de Montmartre (título original en alemán, Das Veilchen vom Montmartre) es una opereta en tres actos con música de Imre Kálmán Koppstein y libreto en alemán de Julius Brammer y Alfred Grünwald. Se estrenó en Viena en el Johann Strauss Theater, el 21 de marzo de 1930.
Es una ópera poco representada en la actualidad; en las estadísticas de Operabase aparece con sólo dos representaciones en el período 2005-2010.
La obra cuenta con una adaptación cinematográfica soviética estrenada en 1975, el largometraje Bajo los tejados de Montmartre dirigido por Vladimir Gorikker.